# Палатуа
Палатуа је у римској митологији била богиња коју су славили житељи Палатина као своју заштитницу. С обзиром да је Палатин био најстарији насељени део старог Рима, могуће да је она била најстарије римско божанство.

## Култ
Њен култ се одржавао до краја Републике, да би касније био занемарен. На празник Septimontium приношена јој је жртва (palatuar), а постојао је и свештеник задужен за њен култ (flamen Palatualis).